# Miguel Rafael Prado
Miguel Rafael Prado Prado (Talca, 3 de marzo de 1830-Santiago, 2 de abril de 1905) fue un sacerdote y académico chileno. Fue decano de la Facultad de Teología de la Universidad de Chile desde 1889 y, al ser el decano de mayor antigüedad, actuó como rector interino de dicha universidad en dos oportunidades: 1897 y 1901.

## Biografía
Hijo de Manuel José Prado y Palacios y de Dolores Prado y Montaner. Fue tío del también sacerdote Miguel León Prado, hijo de su hermana mayor Juana Cristóstoma.
Ingresó al Seminario Conciliar de Santiago, donde fue ordenado sacerdote en 1853. En 1859 se trasladó a la ciudad de Talca, donde fue nombrado vicario. Durante su mandato, fundó el Seminario Conciliar San Pelayo de dicha ciudad en 1868. En 1875 regresó a Santiago.
En 1889 fue nombrado decano de la Facultad de Teología de la Universidad de Chile. Como decano de mayor antigüedad, ejerció como rector interino entre julio y agosto de 1897 luego de la salida de Diego Barros Arana y la renuncia de su sucesor, Osvaldo Rengifo. Tras un nuevo claustro, fue elegido Diego San Cristóbal, pero una enfermedad le impediría ejercer su cargo desde mediados de 1900. Durante la enfermedad del titular, Prado actuó como rector subrogante, asumiendo el interinato nuevamente al fallecer San Cristóbal a fines de 1900. Prado se mantendría como interino hasta la investidura de Manuel Barros Borgoño como nuevo rector.